# 中国消防协会
中国消防协会是中华人民共和国消防科技工作者组成的群众性学术团体，是中国科学技术协会主管的社会团体，1984年9月在河北省廊坊市成立。